# PowerPC G4

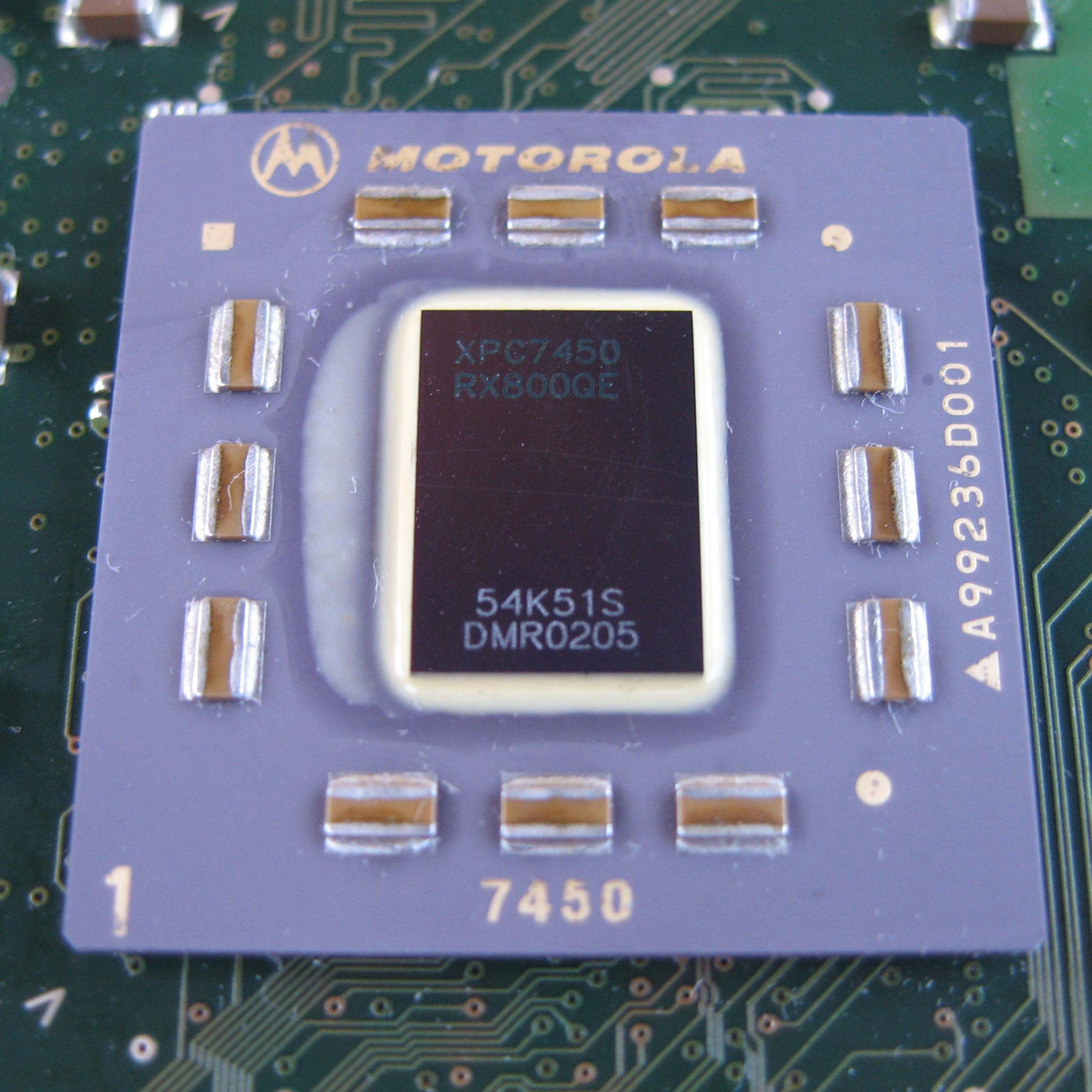
800 MHz Motorola PowerPC 7450 sur un module processeur d’un PowerMac G4

Le PowerPC G4 est un microprocesseur 32 bits RISC fabriqué par la société Motorola, en étroite collaboration avec Apple et IBM. C’est un PowerPC de seconde génération, présenté comme étant de quatrième génération par Apple.
Le PowerPC G4 est essentiellement utilisé dans les Macintosh d’Apple sortis entre 1999 et 2005 ainsi que, de façon plus anecdotique, dans les Amiga nouvelle génération : l’AmigaOne et le Pegasos.
Il se décline en plusieurs versions dont les 7400, 7410, 7450, 7451, 7445, 7455, 7457, 7470, 7447, 7448 (le plus récent). On peut également entendre parler parfois de G4Max, G4e, G4+, etc.
C’est le premier PowerPC à inclure une unité de calcul vectorielle 128 bits nommée AltiVec (Velocity Engine aux États-Unis). Ces registres 128 bits sont séparés du dispositif d’instructions 32 bits tout comme plus de 160 nouvelles instructions spécialement conçues pour traiter des opérations arithmétiques généralement utilisées dans la manipulation des graphiques 3D, de l’image et du son. Concrètement, AltiVec est le concurrent plus performant du SSE d’Intel et du 3DNow! d’AMD. Pour tirer profit de ces nouvelles instructions, il faut réécrire les logiciels qui fonctionnaient jusque-là sous PowerPC G3. Les logiciels non optimisés pour Altivec ne fonctionnent pas plus rapidement avec un G4 qu’avec le G3.
Gravé majoritairement en 0,18 micromètre puis en 0,13, le G4 fonctionne de 350 MHz à 1,8 GHz (voire plus avec les dernières évolutions de Freescale) avec un bus variant entre 100 MHz et 166 MHz pour les versions les plus récentes. Les premières versions du G4 intégraient 10,5 millions de transistors les versions les plus récentes ont vu ce nombre porté à 33 millions.

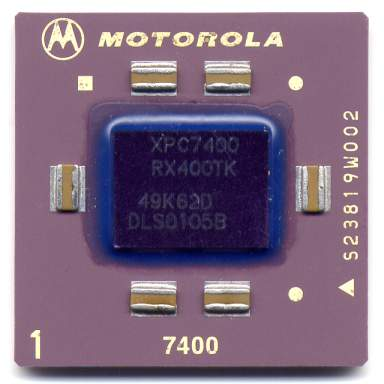
Motorola PowerPC 7400

IBM refusa de fabriquer le G4, car à ses yeux il s’agissait essentiellement d’un G3 amélioré, plus que d’un réel successeur du PowerPC 604 que le G3 avait certes surpassé au niveau de la puissance (surtout en raison d’une gestion de la mémoire cache optimisée) mais jamais réellement remplacé. Les G3 et les G4 étaient vus plus comme des successeurs du 603 par IBM. IBM ne croyait pas réellement à Altivec.
L’absence d’IBM dans l’aventure G4 pesa lourd sur la vitesse d’évolution de ce processeur, IBM améliorant plus rapidement les processus de gravure que Motorola (durant la vie du G3, les procédés de gravure sur cuivre ou la technologie SOI furent conçus par IBM et non Motorola par exemple). Motorola fut longtemps incapable de faire dépasser au G4 les 450 puis les 500 MHz, ce qui pénalisa lourdement Apple.
Toutefois, poussé par Apple dont les efforts engagés pour adapter les logiciels à Altivec furent importants, IBM décidera plus tard d’intégrer Altivec au processeur 64 bits PowerPC G5.